# 断絶 (小説)
『断絶』（だんぜつ、Une fracture）は、堂場瞬一による日本の推理小説、及びそれを原作としたテレビドラマ。

## あらすじ
寒さが押し迫る11月下旬、引退を決意していた汐灘出身の大物代議士・剱持隆太郎は、後継者指名問題で頭を悩ませていた。一人息子の一郎を後継指名する、そのための教育を施してきたと言っても過言ではなかった。だが、秘書の椎名から一郎のことである相談を受け、正義感と倫理観の狭間で揺れ動きながらも、一郎のため、ひいては汐灘の将来のためにと、ある工作をしてしまう。
翌朝、汐灘の海岸で、顎を散弾銃で撃ち抜かれた女性の遺体が発見される。顔が半分崩れていたため身元は不明だが、状況からも、そして鑑識の調べでも自殺と判断された。だが、遺体が妊娠していたこと、女性が猟銃で自殺した前例があまりないことなどから、県警本部の刑事・石神謙は自殺とは断定できずに捜査を始める。しかし有力な情報も得られないまま、上からの指示で捜査は中断に追い込まれた。密かに捜査を続ける石神の元に、遺体の身元を知らせる密告電話が入り、女性が地元の大手ゼネコン・汐灘建設の東京支社に勤めていたことが判明する。汐灘建設、それは現在、剱持一郎が社長を務める会社であった。
剱持の後継問題にも壁が立ちはだかる。現職の県知事が剱持に立候補を宣言、そしてまた別の代議士が県議を候補に立てようと画策していることが判明する。
物語の舞台
汐灘（しおなだ）県は、海に面した県。県庁所在地は「汐灘市」、上野駅まで急行で1時間ほどの都市。バブル時代に東京駅と汐灘駅を直結する新線の建設が計画されたが、立案から20年、周辺住民の強硬な反対と、トンネルが通る予定の市南部の山がオオタカが生息することから環境悪化を懸念する声が強く、交渉が暗礁に乗り上げている。
原作者である堂場の出身地である茨城県・水戸市をモデルにしたものともいわれるが、本作品中の「汐灘」はあくまでも架空の街であり、事件を通じて低成長時代の日本の地方都市の状況が象徴的に描かれている。

## 登場人物

### 主要人物
剱持 隆太郎（けんもち りゅうたろう）
与党・民自党代議士。当選10回、党幹事長や運輸大臣も経験した大物。70歳。剱持家は初代・高明以来、4代続いて国会に議席を保持しており、汐灘の大多数の有権者にとって、代議士と言えば劔持家のことである。
剱持 一郎（けんもち いちろう）
隆太郎の長男。汐灘建設社長。いずれは父の地盤を継ぎ、新線の計画を推進させるために鉄道の専門家という印象を与えるために大学は理工学部卒業、その後私鉄に就職した。不景気の中、会社を黒字決算にし、経営者としては成功しているがカリスマ性が今ひとつない。
石神 謙（いしがみ けん）
県警本部捜査一課刑事。毎夜寝る前に、世界の歴史に関する本を読むのが日課。妻・直美と息子・健太、父・創と暮らしている。
坂東（ばんどう）
汐灘署捜査一課刑事。28歳。石神と組まされる。180cmを超える長身。

### 剱持側の人物
剱持 和恵（けんもち かずえ）
一郎の3歳年上の妻。意志の強いきつい目をしている。
豊田（とよだ）
和恵の父。隆太郎の後援会会長。隆太郎より5歳年上。丸々と太っている。豊長建設社長。社員は家族という理念を持つが、経営悪化に伴うリストラを決断せざるを得ない状況となり、思い悩んでいる。
椎名 元次（しいな もとつぐ）
隆太郎の地元秘書。59歳。隆太郎が初当選した時から30年を共に戦ってきた片腕のような存在。元々は豊長建設の社員。
高畠 修平（たかはた しゅうへい）
剱持の公設第二秘書。30歳。元外資系の証券マン。次回の統一地方選で北川の地元から県議選に出馬予定。

### 警察関係者
梅田（うめだ）
県警本部捜査一課係長。石神の直属の上司。先に判断して後から理屈をつける癖がある。趣味はボトルシップ。「事件の神様に嫌われた男」の異名があり、なぜか梅田の行く先では事件が起きないと評判。
赤松（あかまつ）
汐灘署捜査一課長。石神とは以前機動捜査隊で一緒だったため、気安い仲。
伊達 明人（だて あきひと）
上園署刑事。今年の春まで県警捜査一課に在籍していた、石神の同期。同じ汐灘シリーズ前作『長き雨の烙印』での主人公。

### その他
石神 創（いしがみ そう）
謙の父親。剱持とは同い年で、何でも話せる間柄。元県庁職員。出納長まで務め上げた。政治には首を突っ込まないのが信条。
花輪 一三（はなわ かずみ）
この10年で3人目の県知事。52歳。汐灘市出身。なぜか剱持を苛つかせる。以前は総務省の官僚だった。次期総選挙での国政転身を剱持に宣言する。
北川（きたがわ）
県連会長。43歳。高畠のおじ。県北部の汐灘二区を地盤とする。父親の急逝で県議から代議士に転身し、ずっと剱持が面倒を見てきた。一郎とは盟友。
上野 勝久（うえの かつひさ）
野党第一党・政友党の代議士。三重選出。剱持とは同い年で、同年に初当選したが、政界混乱期の90年代前半に民自党を離脱し、小政党を渡り歩いた。若手が多い政友党の中では超ベテラン。3人の娘婿が皆議員に向いておらず困っている。
梶川 清太郎（かじかわ せいたろう）
山梨選出の民自党代議士。「選挙の神様」を自称する選対役員。
君島 太陽（きみしま たいよう）
北川の地元秘書を務めた後県議になった。38歳。一郎を抑えて一区から立候補しようとする動きを見せる。
相澤 沙希（あいざわ さき）
32歳。汐灘建設東京支社に勤めていた。
杉浦（すぎうら）
汐灘日報東京支社長。剱持の口利きで汐灘新報社に就職した。
竹原（たけはら）
10年前、贈収賄事件で辞職した知事。4期目に入った時、汐灘県内の公共工事を談合組織と癒着し、地元の汐灘建設や豊長建設を締め出して窮地に追い込んだ。無罪を主張し、控訴している。
工藤 愛子（くどう あいこ）
汐灘建設東京支社員。相澤沙希と仲が良かった。

## テレビドラマ
2009年10月3日にテレビ朝日系列で放映。

### キャスト
- 剱持隆太郎（民事党代議士・衆議院議員）：松平健
- 石神謙（汐灘署刑事・創の息子）：西島秀俊
- 高畠広樹（隆太郎の公設第一秘書・北川の甥）：津田寛治
- 相澤沙希（散弾銃で自殺・元汐灘建設東京支社社員）：星野真里
- 剱持和恵（一郎の妻）：櫻井淳子
- 石神登紀子（創の妻・謙の母）：仁科亜季子
- 剱持一郎（隆太郎の息子・「汐灘建設」社長）：黄川田将也
- 坂東智也（汐灘署刑事・謙の相棒）：柏原収史
- 杉浦孝道（汐灘日報記者）：松澤一之
- 君島勝（県議会議員）：飯田基祐
- 工藤愛子（汐灘建設東京支社社員）：小松彩夏
- 白川毅（汐灘署鑑識課）：石倉英彦
- 料亭「文楽」の女将（かつて沙希が働いていた料亭の女将）：高柳葉子
- 天現寺竜
- 梅田建彦（汐灘署刑事課長）：渡辺いっけい
- 花輪敏明（汐灘県知事）：原田大二郎
- 北川勇作（民事党県連会長）：佐藤B作
- 椎名正嗣（隆太郎の私設秘書）：本田博太郎
- 豊田慎之介（隆太郎の後援会長）：石橋蓮司
- 石神創（隆太郎の親友・元県庁出納長）：長塚京三

ほか

### スタッフ
- 監督：梶間俊一
- 脚本：岩下悠子
- 音楽：栗山和樹
- プロデューサー：岩崎浩（テレビ朝日）、高野照子（東映）
- チーフプロデューサー：田中芳之（テレビ朝日）、加藤貢（東映）
- 制作：テレビ朝日、東映